# Тем'яково
Тем'я́ково (рос. Темяково, башк. Темняков) — присілок у складі Шаранського району Башкортостану, Росія. Входить до складу Старотумбагушевської сільської ради.
Населення — 107 осіб (2010; 127 у 2002).
Національний склад:
- росіяни — 49 %
- марійці — 33 %